# Ранелс (Ајова)
Ранелс (енгл. Runnells) град је у америчкој савезној држави Ајова. По попису становништва из 2010. у њему је живело 507 становника.

## Демографија
Према попису становништва из 2010. у граду је живело 507 становника, што је 155 (44,0%) становника више него 2000. године.
| Група             | 2000.       | 2010.       |
| Белци             | 347 (98,6%) | 486 (95,9%) |
| Афроамериканци    | 0 (0,0%)    | 1 (0,2%)    |
| Азијати           | 0 (0,0%)    | 2 (0,4%)    |
| Хиспаноамериканци | 0 (0,0%)    | 7 (1,4%)    |
| Укупно            | 352         | 507         |